# Cadet (Métro Paris)

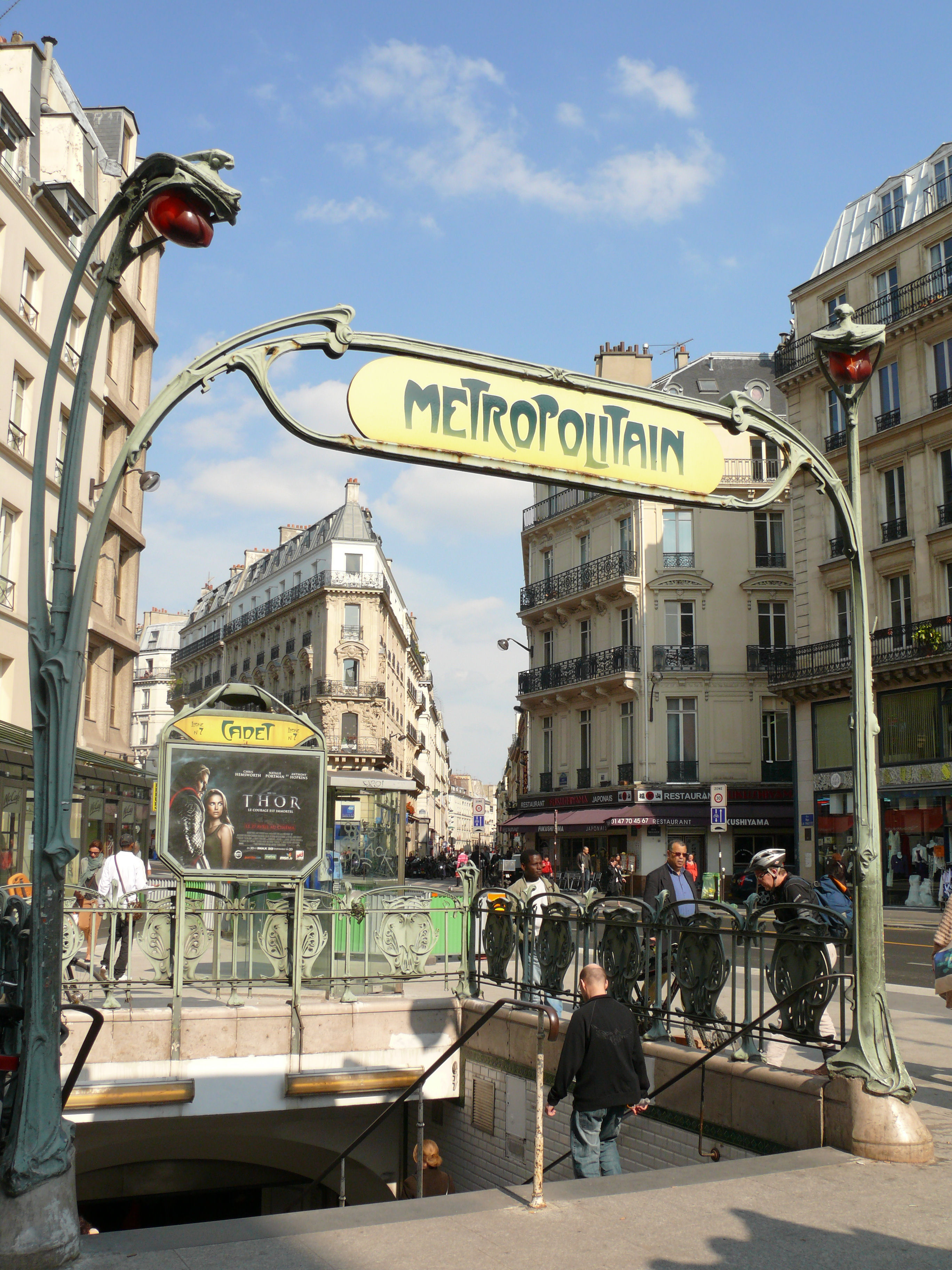
Von Hector Guimard entworfener Zugang im Stil des Art nouveau

Der U-Bahnhof Cadet [kadɛ] ist eine unterirdische Station der Linie 7 der Pariser Métro.

## Lage
Die Station befindet sich im Quartier du Faubourg Montmartre des 9. Arrondissements von Paris. Sie liegt längs unterhalb der Rue La Fayette in Höhe der Einmündung der Rue Bleue.

## Name
Namengebend ist die Rue La Fayette kreuzende Rue Cadet. Deren Namensherkunft ist nicht eindeutig geklärt. Cadet de Gassicourt ist der Nachname einer Familie, der u. a. die Chemiker und Apotheker Louis Claude Cadet de Gassicourt (1731–1799) und Charles Louis Cadet de Gassicourt (1769–1821) entstammten.
Möglicherweise handelt es sich aber auch um die Brüder Jacques et Jean Cadet, die dort im 16. Jahrhundert Gemüseanbau betrieben und die Pariser Restaurants mit ihren Erzeugnissen belieferten.

## Geschichte und Beschreibung
Am 5. November 1910, als der Abschnitt von Opéra bis Porte de la Villette der Linie 7 in Betrieb ging, wurde der U-Bahnhof eröffnet.
Unter einem elliptischen, weiß gefliesten Deckengewölbe mit gekrümmten Wänden weist die Station Seitenbahnsteige an zwei parallelen Streckengleisen auf. Sie hat die ursprüngliche Pariser Standardlänge von 75 m.
Der einzige Zugang liegt an der kreuzenden Rue Cadet, er weist das von Hector Guimard entworfene Art-nouveau-Dekor auf.

## Fahrzeuge
Auf der Linie 7 verkehren konventionelle Fünf-Wagen-Züge der Baureihe MF 77. Zwischen 1971 und 1979 liefen dort Züge der Baureihe MF 67, davor solche der Bauart Sprague-Thomson.

## Sonstiges
Am 1. April 2016 hieß die Station kurzzeitig „Rousselle“ (nach dem Volkslied und Abzählreim Cadet Rousselle, ein Aprilscherz der RATP).